# Employabiliteit
Employabiliteit is het vermogen van werknemers om hun huidige werk te behouden of nieuw werk te verkrijgen op de interne of externe arbeidsmarkt. Om werknemers aangesloten (employable, werkzaam) te houden is scholing van belang. Met name wanneer het economische slechter gaat, is het voor ondernemingen belangrijk om zich te kunnen onderscheiden ten opzichte van de concurrent. Met werknemers die "employable" zijn, is dit eenvoudiger te realiseren.